# Fulakora orizabana
Fulakora orizabana (лат.) — вид примитивных муравьёв рода Fulakora из подсемейства Amblyoponinae (Formicidae), ранее включавшийся в состав рода Stigmatomma. Вид был назван по месту нахождения типовой серии (Pico de Orizaba, Веракрус, Мексика).

## Распространение
Неотропика (Гватемала, Гондурас, Колумбия, Коста-Рика, Мексика, Никарагуа, Панама, США, Сальвадор, Французская Гвиана).

## Описание
Мелкие земляные муравьи (длина около 3 мм) с длинными узкими мандибулами и хорошо развитым жалом. От близких видов отличаются следующими признаками: субпетиолярный отросток крупный, с фенестрой; тело светло-коричневое до желтоватого; верхняя поверхность головы пунктированная; щёчный зуб маленький, но хорошо различимый; метанотальный шов глубокий. Антенна с 12 антенномерами. Мандибулы без отчётливого базального края. Лобные доли тесно сближены; мандибулы тонкие, становятся тонкими и острыми в верхней части. Щетинки наличника зубцевидные, мелкие, обычно с острым концом, отходят от наличниковых бугорков. Мезосома уже головы. Ноги короткие. Передний край клипеуса зубцевидный; петиоль очень широко прикреплён к 3-му абдоминальному сегменту и без отчётливой задней поверхности; постпетиоль отсутствует.
- Вид сверху
- Голова спереди

## Систематика и этимология
Вид был впервые описан в 1960 году американским мирмекологом Уильямом Брауном (Brown W. L., Jr. , 1922—1997) под названием Amblyopone orizabana Brown, 1960. Затем вид включали в состав рода Stigmatomma (подсемейство Понерины). В 2016 году Fulakora был восстановлен из синонимии с Stigmatomma и вид получил современное название.